# Stefan (Dinidis)
Stefan, imię świeckie Stefanos Dinidis (ur. 1968 w Stambule) – duchowny prawosławnego Patriarchatu Konstantynopola, od 2011 metropolita tytularny Gallipoli i Madyty. Obecnie pełni urząd wielkiego kanclerza Patriarchatu.

## Życiorys
W 1996 przyjął święcenia diakonatu, a 30 listopada 2007 prezbiteratu. 13 marca 2011 otrzymał chirotonię biskupią.
W czerwcu 2016 r. uczestniczył w Soborze Wszechprawosławnym na Krecie.